# Assemblée de Tasmanie
51e législature de Tasmanie
Parliament House (en)
L'Assemblée de Tasmanie (en anglais : Tasmanian House of Assembly) est la chambre basse du Parlement de Tasmanie, un État de l'Australie. L'autre chambre est le Conseil législatif. Toutes deux siègent à Parliament House (en) à Hobart, la capitale de l'État.

## Vue d'ensemble
L'Assemblée compte 35 membres, sept députés étant élus dans chacune des cinq districts électoraux de l'État. Ce sont ces mêmes districts qui élisent chacun un député siégeant au Parlement d'Australie. Ils ont été découpés de façon à représenter approximativement le même nombre d'habitants. Le mode de scrutin pour les élections au Parlement de l'État est le scrutin à vote unique transférable, appelé parfois « système de Hare-Clarke de représentation proportionnelle ». Comme il y a plusieurs députés dans chaque circonscription, les intentions de vote des électeurs se retrouvent représentées de manière proportionnelle au Parlement. Ce système donne également à des candidats indépendants davantage d'occasions d'être élus sur leurs qualités personnelles, face aux candidats officiels des partis politiques. De 1995 à 2024, l'assemblée comportait 25 membres, répartis à raison de cinq par district. Fin mai 2022, le Premier ministre Jeremy Rockliff porte à l'assemblée un projet d'augmentation du nombre de sièges afin de le faire passer de 25 à 35, soit le total en vigueur avant la réduction opérée en 1998. Bénéficiant du soutien de l'ensemble des partis présents à l'assemblée, la loi est votée et signée en décembre 2022 par la gouverneure Barbara Baker, pour une entrée en vigueur aux prochaines élections, qui interviennent en mars 2024,,.
La législation est en grande partie préparée à l'Assemblée. Le parti ou la coalition qui y dispose du plus grand nombre de sièges est invité par le gouverneur à former le gouvernement. Par conséquent, le chef de ce parti ou de cette coalition devient le Premier Ministre de Tasmanie, et ses seconds des ministres responsables de divers portefeuilles. Comme les hommes politiques australiens votent traditionnellement selon la ligne de leur parti, la plupart des lois présentées par le gouvernement est votée à l'Assemblée.

## Système électoral

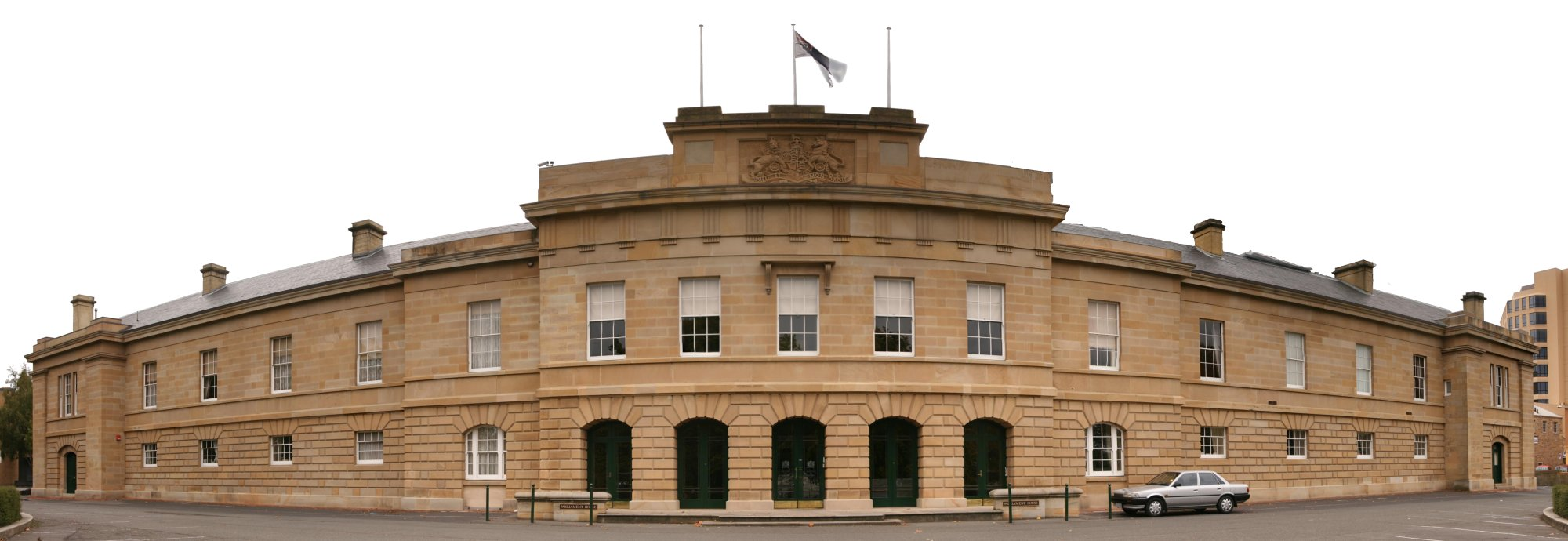
Parliament House, où siège l'Assemblée.

L'Assemblée de Tasmanie est dotée de 35 sièges pourvus pour quatre ans à l'aide d'une forme modifiée du scrutin à vote unique transférable dans cinq circonscriptions électorales de sept sièges chacune. Le scrutin utilisé, à finalité proportionnelle, est connu sous le nom de système électoral de Hare-Clark : les électeurs classent au moins autant de candidats que de sièges à pourvoir par ordre de préférences en écrivant un chiffre à côté de chacun de leurs noms sur le bulletin de vote, 1 étant la première préférence,. 
Dans la pratique, les candidats sont regroupés sur le bulletin de vote par partis, et les électeurs peuvent librement sélectionner l'ensemble des candidats de ce parti ou en sélectionner des candidats de partis différents. Les partis ne sont pas contraints de présenter autant de candidats que de sièges à pourvoir et, dans le cas de petits partis, tendent à en présenter un nombre restreint afin de limiter la dispersion des voix de leurs électeurs. Contrairement à d'autres parties de l'Australie, les partis ne peuvent distribuer de pamphlet à l'entrée des bureaux de vote indiquant aux électeurs comment répartir leurs voix pour les soutenir.
Au moment du dépouillement, il est d'abord établi le quota de voix à atteindre par un candidat pour obtenir un siège en divisant le nombre de votes valides plus un par le nombre de sièges à pourvoir plus un. Les premières préférences sont d'abord comptées et le ou les candidats ayant directement atteint le quota sont élus. Pour chaque candidat élu, les secondes préférences de ses électeurs sont ajoutées au total des voix des candidats restants, permettant éventuellement à ces derniers d'atteindre à leur tour le quota. Si aucun candidat n'a atteint le quota dans la circonscription, ou qu'il reste des sièges à pourvoir après attribution des secondes préférences, le candidat arrivé dernier est éliminé et ses secondes préférences attribuées aux candidats restants. Si un candidat est élu ou éliminé et que ses secondes préférences vont à un candidat lui-même déjà élu ou éliminé, les préférences suivantes sont utilisées, et ainsi de suite. L'opération est renouvelée jusqu'à ce qu'autant de candidats que de sièges à pourvoir atteignent le quota. La particularité du système de Hare-Clark tient au calcul de la répartition de ces secondes préférences : celles-ci sont ainsi divisées par le nombre total de premières préférences du candidat déjà élu. La répartition des sièges est ainsi faite à l'avantage des électeurs qui ne sont pas déjà représentés à l'assemblée par leur premier choix, ce qui, dans un système de parti, tend à une répartition proportionnelle. Cette proportionnalité du système électoral n'est cependant possible qu'en présence d'un grand nombre de préférences secondaires, au risque en leur absence de se transformer en scrutin majoritaire plurinominal. L'électeur doit par conséquent obligatoirement indiquer un minimum de cinq préférences. À défaut, son bulletin est considéré comme nul,.

### Circonscriptions

Carte des circonscriptions.

Les cinq circonscriptions électorales sont :
- Circonscription de Bass
- Circonscription de Braddon
- Circonscription de Denison
- Circonscription de Franklin
- Circonscription de Lyons

## Histoire
L'Assemblée tasmanienne fut constituée en 1856 par une loi du Parlement britannique, qui créa la colonie indépendante de Tasmanie. Le Conseil législatif existait déjà depuis 1852. Les premières élections à l'Assemblée eurent lieu en octobre 1856. La première session s'ouvrit le 2 décembre 1856 à l'endroit occupé maintenant par le salon des parlementaires. La colonie était divisée en 24 circonscriptions, celle d'Hobart élisait cinq députés, celle de Launceston trois, et toutes les autres un seul, ce qui faisait un total de trente députés, élus pour une durée de cinq ans. Ils furent payés à partir de 1891, au taux de 100 £ par an.
En 1906, une réforme électorale abolit l'ancien système, divisa l'État en cinq districts, représentés chacun par six députés, élus selon le système de Hare-Clarke de représentation proportionnelle. 
En 1959, le nombre de députés par district passa à sept. En 1998, il fut réduit à cinq, ramenant le nombre total de députés à 25. Cette réduction fut critiquée par de petits partis, en particulier par les Verts tasmaniens, comme une tentative pour réduire leur influence. Pourtant depuis l'élection au Parlement tasmanien de 2002, l'électorat des Verts s'est accrue, et ils détiennent actuellement deux sièges.
Le service Hansard a commencé le 12 juin 1979. Le nombre de députés a évolué avec le temps, à la suite de modifications du nombre de circonscriptions  et du système électoral.
| Nombre des membres des chambres haute et basse |                                    |                           |       |
| Date                                           | Conseil législatif (Chambre haute) | Assemblée (Chambre basse) | Total |
| 1856                                           | 15                                 | 30                        | 45    |
| 1870                                           | 16                                 | 32                        | 48    |
| 1885                                           | 18                                 | 36                        | 54    |
| 1893                                           | 18                                 | 37                        | 55    |
| 1898                                           | 19                                 | 38                        | 57    |
| 1900                                           | 18                                 | 35                        | 53    |
| 1906                                           | 18                                 | 30                        | 48    |
| 1946                                           | 19                                 | 30                        | 49    |
| 1959                                           | 19                                 | 35                        | 54    |
| 1998                                           | 19                                 | 25                        | 44    |
| 1999                                           | 15                                 | 25                        | 40    |
| 2024                                           | 15                                 | 35                        | 50    |

## Composition actuelle
| Partis | Partis               | Nombre de sièges |
| ------ | -------------------- | ---------------- |
|        | Parti libéral        | 14               |
|        | Parti travailliste   | 10               |
|        | Verts australiens    | 5                |
|        | Réseau Jacqui Lambie | 1                |
|        | Indépendants         | 5                |
| Total  | Total                | 35               |